# Zimbabwe ai Giochi della XXIX Olimpiade
Lo Zimbabwe ha partecipato ai Giochi della XXIX Olimpiade di Pechino, svoltisi dall'8 al 24 agosto 2008, con una delegazione di 13 atleti.

## Medaglie
| Medaglia | Atleta          | Sport | Evento                    |
| -------- | --------------- | ----- | ------------------------- |
| Oro      | Kirsty Coventry | Nuoto | 200 metri dorso femminili |
| Argento  | Kirsty Coventry | Nuoto | 400 metri misti femminili |
| Argento  | Kirsty Coventry | Nuoto | 100 metri dorso femminili |
| Argento  | Kirsty Coventry | Nuoto | 200 metri misti femminili |

## Atletica leggera
| Gara  | Atleta                  | Batterie | Batterie | Quarti | Quarti | Semifinali | Semifinali | Finale | Finale |
| Gara  | Atleta                  | Tempo    | Pos.     | Tempo  | Pos.   | Tempo      | Pos.       | Tempo  | Pos.   |
| ----- | ----------------------- | -------- | -------- | ------ | ------ | ---------- | ---------- | ------ | ------ |
| 200 m | Brian Dzingai           | 20"25    | 1        | 20"23  | 1      | 20"17      | 2          | 20"22  | 4      |
| 400 m | Lewis Banda             |          |          | 46"76  | 6      |            |            |        |        |
| 400 m | Young Talkmore Nyongani |          |          | 45"89  | 6      |            |            |        |        |

| Gara               | Atleta            | Tempo        | Posizione    |
| ------------------ | ----------------- | ------------ | ------------ |
| 10000 m maschili   | Cuthbert Nyasango | non concluso | non concluso |
| Maratona maschile  | Mike Fokoroni     | 2h 13'17"    | 11           |
| Maratona femminile | Tabitha Tsatsa    | 2h 37'10"    | 49           |

| Gara           | Atleta              | Qualificazioni | Qualificazioni | Finale | Finale |
| Gara           | Atleta              | Misura         | Pos.           | Misura | Pos.   |
| -------------- | ------------------- | -------------- | -------------- | ------ | ------ |
| Salto in lungo | Ngonidzashe Makusha | 8,14 m         | 5              | 8,19 m | 4      |

## Canottaggio
| Gara    | Atleta     | Batterie | Batterie | Quarti  | Quarti | Semifinali | Semifinali         | Finale  | Finale       |
| Gara    | Atleta     | Tempo    | Pos.     | Tempo   | Pos.   | Tempo      | Pos.               | Tempo   | Pos.         |
| ------- | ---------- | -------- | -------- | ------- | ------ | ---------- | ------------------ | ------- | ------------ |
| Singolo | Elana Hill | 8'35"53  | 3        | 8'20"84 | 6      | 8'34"27    | 6 (semifinale C/D) | 8'09"94 | 3 (finale E) |

## Ciclismo

### Mountain bike
| Gara                   | Atleta        | Tempo   | Posizione |
| ---------------------- | ------------- | ------- | --------- |
| Cross country maschile | Antipas Kwari | -6 giri | 48        |

## Nuoto
| Gara           | Atleta          | Batterie | Batterie | Semifinali | Semifinali | Finale  | Finale |
| Gara           | Atleta          | Tempo    | Pos.     | Tempo      | Pos.       | Tempo   | Pos.   |
| -------------- | --------------- | -------- | -------- | ---------- | ---------- | ------- | ------ |
| 100 m farfalla | Heather Brand   | 1'01"39  | 42       |            |            |         |        |
| 100 m dorso    | Kirsty Coventry | 59"00    | 1        | 58"77      | 1          | 59"19   |        |
| 200 m dorso    | Kirsty Coventry | 2'06"76  | 1        | 2'07"76    | 1          | 2'05"24 |        |
| 200 m misti    | Kirsty Coventry | 2'12"18  | 3        | 2'09"53    | 1          | 2'08"59 |        |
| 400 m misti    | Kirsty Coventry |          |          | 4'36"43    | 7          | 4'29"89 |        |

## Tennis
| Gara                | Atleta     | Trentaduesimi                    | Sedicesimi | Ottavi | Quarti | Semifinali | Finale |
| ------------------- | ---------- | -------------------------------- | ---------- | ------ | ------ | ---------- | ------ |
| Singolare femminile | Cara Black | Jelena Janković (Serbia) 3-6 3-6 |            |        |        |            |        |

## Triathlon
| Gara          | Atleta        | Nuoto  | Ciclismo | Corsa  | Tempo totale | Posizione |
| ------------- | ------------- | ------ | -------- | ------ | ------------ | --------- |
| Gara maschile | Chris Felgate | 18'21" | 59'00"   | 36'09" | 1h 54'31"61  | 42        |